# 謝曼芙
萨曼莎·格温多林·卡梅伦，奇平諾頓的卡麥隆男爵夫人（Samantha Gwendoline Cameron, Lady Cameron of Chipping Norton，1971年4月18日—），中國大陸譯作、臺灣譯作、香港譯作，是英国前首相戴维·卡梅伦的妻子。在2010年5月13日卡梅伦成为首相之後，她仍維持在龐德街的斯麥森兼职工作。

## 早年生活
謝曼芙是雷金纳德·阿德里安·伯克利·谢菲尔德爵士，第八代從男爵（Reginald Adrian Berkeley Sheffield）和安娜贝尔·露西·维罗尼卡·琼斯（Annabel Lucy Veronica Jones）的长女。她也是戴安娜王妃的表亲。
謝曼芙生于帕丁顿，成长于諾曼比莊園。

## 教育
謝曼芙在位于牛津郡的历史名镇爱冰顿圣海伦圣卡瑟琳高中上学，是一所独立女子学校。她在坎伯韋爾藝術學院学习艺术课程，然后在西英格兰大学的創作藝術學院学习艺术。

## 家庭
作为卡梅伦姐姐克萊爾（Clare）在馬爾波羅學院（Marlborough College）的校友，謝曼芙是16岁时在卡麥隆的家庭派对上第一次看见她未来丈夫的。在从位於布里斯托的創作藝術學院毕业后，克萊爾邀请她一起与卡麥隆家去意大利的托斯卡纳度假，那正是她与卡麥隆浪漫开始的地方。

## 工作和政治
她在位於倫敦龐德街的斯麥森工作，为她赢得了英国魅力杂志奖的最佳配饰设计师。她还担任夏姿·陳的发言人。
在她的丈夫成为英国首相后，她宣布她在斯麥森的全职工作缩短为每周工作2天。